# Moscou Skate 1981
Navigation
Édition précédente Édition suivante
Le Moscou Skate (Moscow Skate en anglais, Moskovskie konki en russe) est une compétition internationale de patinage artistique qui se déroulait en URSS au cours de l'automne. Il accueillait des patineurs amateurs de niveau senior dans quatre catégories: simple messieurs, simple dames, couple artistique et danse sur glace. Le Moscou Skate est l'ancien nom de la Coupe de Russie.
Le seizième Moscou Skate est organisé du 9 au 13 décembre 1981 à Moscou.

## Résultats

### Messieurs
| Rang | Nom            | Pays             | Points | Fig. impo. | Prog. court | Prog. libre |
| ---- | -------------- | ---------------- | ------ | ---------- | ----------- | ----------- |
| 1    | Vladimir Kotin | Union soviétique |        |            |             |             |
| 2    | Igor Bobrin    | Union soviétique |        |            |             |             |
| 3    | Vitali Egorov  | Union soviétique |        |            |             |             |
| ...  |                |                  |        |            |             |             |

### Dames
| Rang | Nom                 | Pays               | Points | Fig. impo. | Prog. court | Prog. libre |
| ---- | ------------------- | ------------------ | ------ | ---------- | ----------- | ----------- |
| 1    | Kay Thomson         | Canada             |        |            |             |             |
| 2    | Kira Ivanova        | Union soviétique   |        |            |             |             |
| 3    | Kerstin Wolf        | Allemagne de l'Est |        |            |             |             |
| 4    | Anna Antonova       | Union soviétique   |        |            |             |             |
| 5    | Anna Kondrashova    | Union soviétique   |        |            |             |             |
| 6    | Alla Fomicheva      | Union soviétique   |        |            |             |             |
| 7    |                     |                    |        |            |             |             |
| 8    | Beverly Dempsey     | Royaume-Uni        |        |            |             |             |
| 9    | Kathryn Osterberg   | Canada             |        |            |             |             |
| 10   | Hana Vesela         | Tchécoslovaquie    |        |            |             |             |
| 11   |                     |                    |        |            |             |             |
| 12   | Maae Mima           | Japon              |        |            |             |             |
| 13   | Barbara Knotkova    | Tchécoslovaquie    |        |            |             |             |
| 14   | Simone Koch         | Allemagne de l'Est |        |            |             |             |
| 15   | Izumi Aotani        | Japon              |        |            |             |             |
| 16   | Janna Bazuin        | Pays-Bas           |        |            |             |             |
| 17   | Titiana Rosastini   | Italie             |        |            |             |             |
| 18   | Tzvetanka Steankova | Bulgarie           |        |            |             |             |

### Couples
| Rang | Nom                               | Pays               | Points | Prog. court | Prog. libre |
| ---- | --------------------------------- | ------------------ | ------ | ----------- | ----------- |
| 1    | Larisa Seleznyova / Oleg Makarov  | Union soviétique   |        |             |             |
| 2    | Veronika Pershina / Marat Akbarov | Union soviétique   |        |             |             |
| 3    | Lorri Baier / Lloyd Eisler        | Canada             |        |             |             |
| 4    |                                   |                    |        |             |             |
| 5    | Birgit Lorenz / Knut Schubert     | Allemagne de l'Est |        |             |             |
| 6    | Rebecca Gough / Mark Rowsom       | Canada             |        |             |             |
| ...  |                                   |                    |        |             |             |

### Danse sur glace
| Rang | Nom                                   | Pays             | Points | Danses imposées | Danse libre |
| ---- | ------------------------------------- | ---------------- | ------ | --------------- | ----------- |
| 1    | Natalia Bestemianova / Andreï Boukine | Union soviétique |        |                 |             |
| 2    | Irina Moïsseïeva / Andrei Minenkov    | Union soviétique |        |                 |             |
| 3    | Olga Volozhinskaya / Alexander Svinin | Union soviétique |        |                 |             |
| 4    |                                       |                  |        |                 |             |
| 5    |                                       |                  |        |                 |             |
| 6    |                                       |                  |        |                 |             |
| 7    |                                       |                  |        |                 |             |
| 8    |                                       |                  |        |                 |             |
| 9    |                                       |                  |        |                 |             |
| 10   |                                       |                  |        |                 |             |
| 11   | Karen Taylor / Robert Burk            | Canada           |        |                 |             |
| 12   | Karyn Garossino / Rod Garossino       | Canada           |        |                 |             |
| ...  |                                       |                  |        |                 |             |

## Source
- Prize of Moscou News 1981 sur wikipedia anglais